# Ozenay
Ozenay ist eine französische Gemeinde mit 231 Einwohnern (Stand: 1. Januar 2022) im Département Saône-et-Loire in der Region Bourgogne-Franche-Comté. Sie gehört zum Arrondissement Mâcon und zum Kanton Tournus. Ozenay ist Mitglied im Gemeindeverband Communauté de communes Mâconnais-Tournugeois.

## Geographie
Ozenay liegt etwa 26 Kilometer nördlich von Mâcon und etwa 28 Kilometer südlich von Chalon-sur-Saône im Weinbaugebiet Bourgogne. Das Gemeindegebiet wird vom Flüsschen Natouze durchquert. Umgeben wird Ozenay von den Nachbargemeinden Royer im Norden und Nordwesten, Mancey im Norden, Tournus im Nordosten, Plottes im Osten, Chardonnay im Süden und Südosten, Grevilly im Süden und Südwesten sowie Martailly-lès-Brancion im Westen.

## Bevölkerungsentwicklung
| Jahr                      | 1962 | 1968 | 1975 | 1982 | 1990 | 1999 | 2006 | 2011 | 2016 |
| Einwohner                 | 310  | 302  | 277  | 266  | 244  | 224  | 219  | 223  | 225  |
| Quelle: Cassini und INSEE |      |      |      |      |      |      |      |      |      |

## Sehenswürdigkeiten
- Kirche Saint-Gervais-et-Saint-Protais aus dem 12. Jahrhundert, Monument historique seit 1931
- Schloss Ozenay aus dem 15. Jahrhundert, seit 2005 Monument historique
- Schloss Messey aus dem 16. Jahrhundert, seit 1995 Monument historique

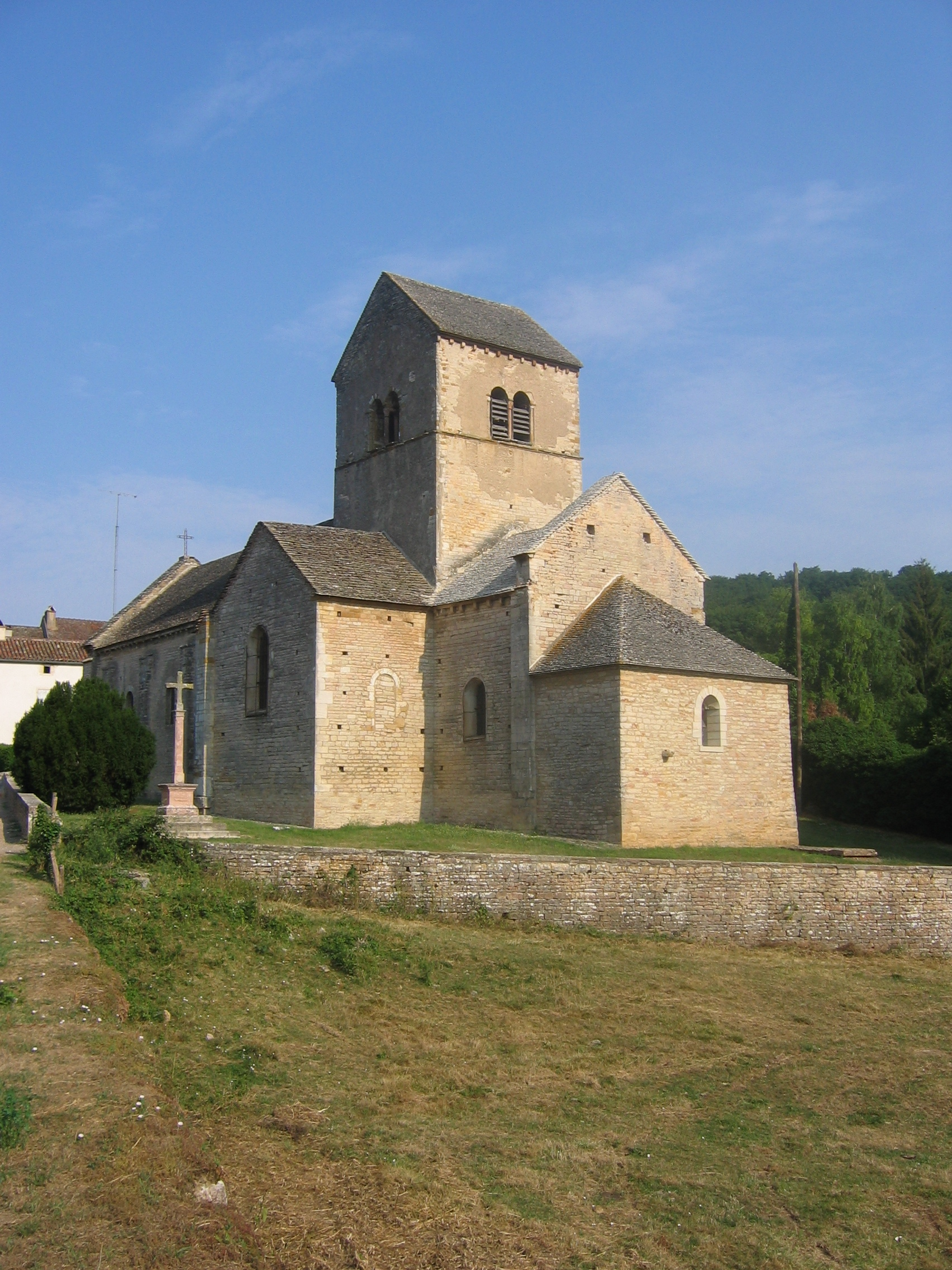
Kirche Saint-Gervais-et-Saint-Protais
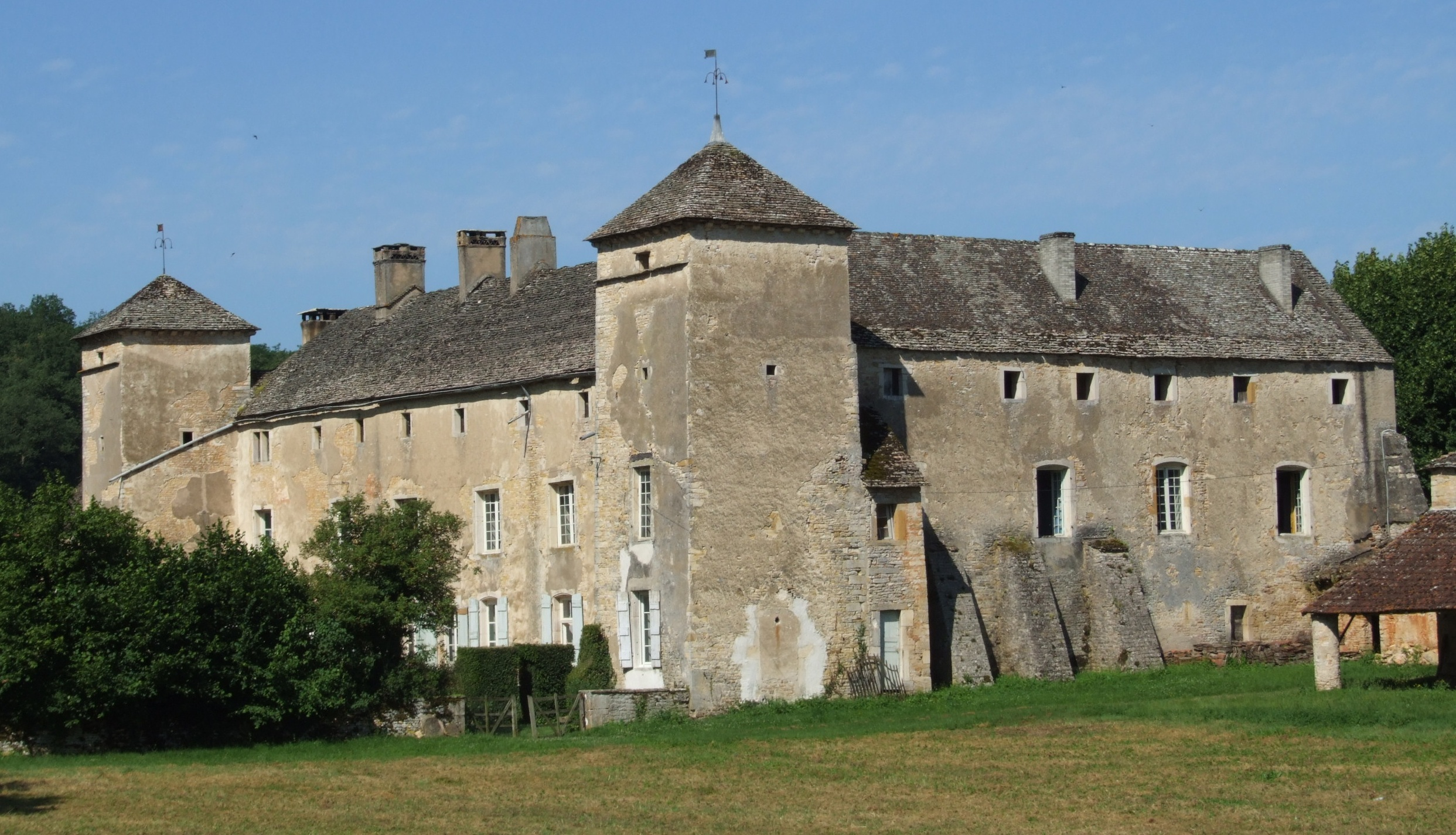
Schloss Ozenay
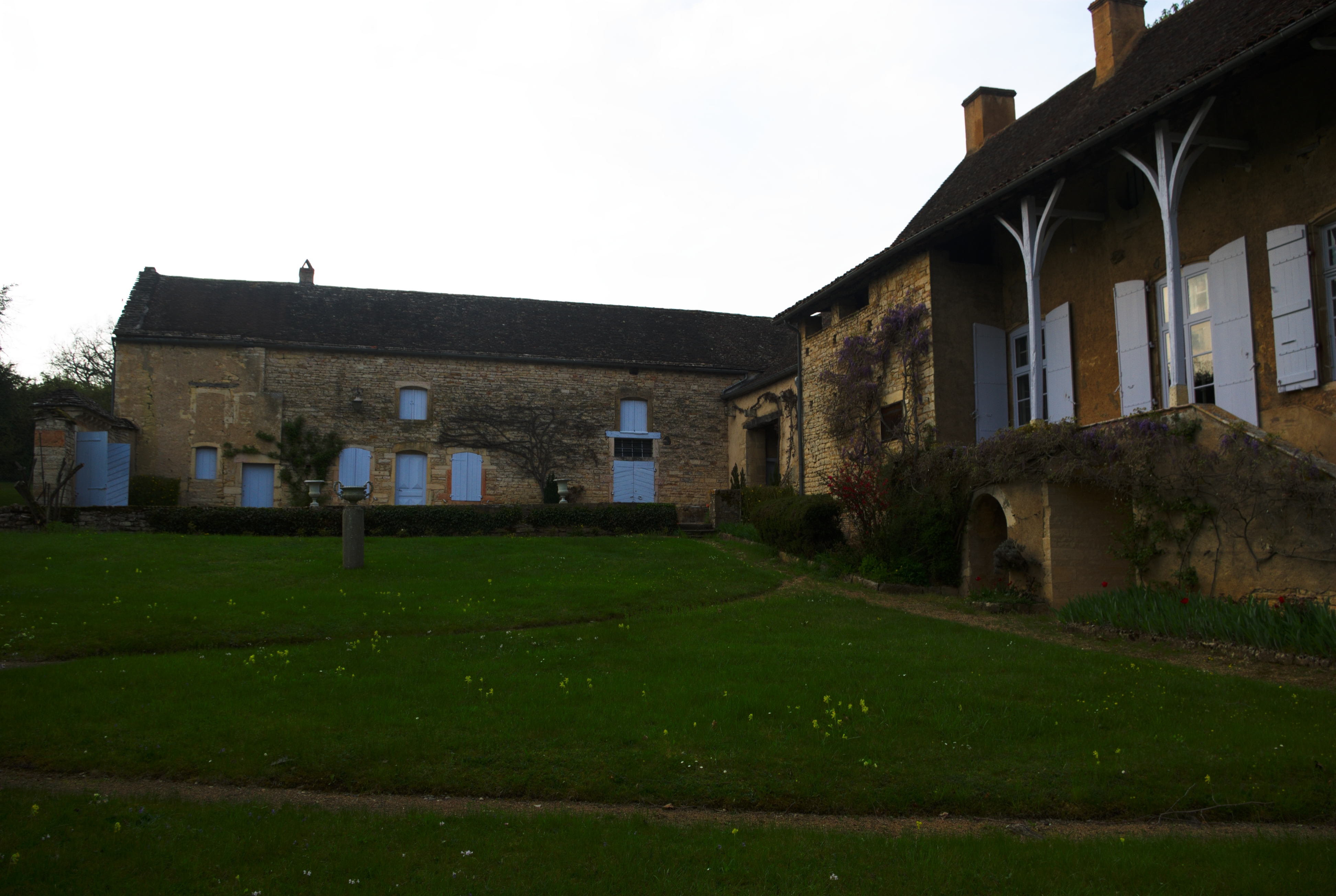
Schloss Messey

## Persönlichkeiten
- Gabriel Voisin (1880–1973), Konstrukteur von Flugzeugen und Fahrzeugen, hier gestorben